# COPC (企業)
COPC（COPC Inc.)は、カスタマー・エクスペリエンスの変革に特化した、株式非公開の経営コンサルタント企業である。
拠点はWinter Park Florida。パフォーマンス改善のためのコンサルティングや、トレーニング、認証事業、ベンチマーク策定などを生業としている。COPC社のクライアント企業としては、Apple、Microsoft、Sprint、HTC、Mattel、 RBS、DiGi、Canal Digital、UWV、ToysRus、 Datacom、  Sitel、 Citigroup. などが挙げられる。COPC社は、カスタマーサービス業界および、カスタマーサービスに積極的に取り組む組織を持つ業界で非常によく知られている。

## 歴史
1996年、カスタマーサービス業務の発注企業、提供企業、オペレーションマネジメントを担当するシニアマネージャーたちのグループによって、COPC規格が策定された。このグループのメンバーは、 American Express、Compaq、Dell、Intel、L.L. Bean、Microsoft、Motorola、Novellからの参加者だった。COPCは、パフォーマンス重視、データ重視で、プロセスや、実行者や管理者、原動力となる企画立案を取り扱う規格である。ボルドリッジ賞（米国国家経営品質賞）の品質基準に基づき、COPC社は実用的なビジネスセンスと、厳格なハイパフォーマンスベンチマークを融合させている。世界中の1,500の拠点がこの規格を用いており、COPC社の基準はカスタマーサービスおよびBPO業界での、デファクトパフォーマンスマネジメントシステムとなっている。クリフ・ムーア、アルトン・マーティン、ピーター・ブルームが、COPC社の共同創設者である。

## 規格委員会
現在のCOPC社の規格委員会は、COPC社の創設に先立ってCOPC CSP規格の初版を作成した専門家のグループから発展したものであり、現在はCOPC規格を導入した組織のメンバーがボランティアで構成している。規格委員会のメンバーは、COPC規格の改善提案および普及に尽力し、年に2回の会議を行っている。COPC規格には以下の4つのコア・スタンダードがあり、規格委員会によって維持、更新されている。
- COPC Customer Service Provider (CSP) 規格 – インハウスオペレーション向け
- COPC Vendor Management Organization (VMO) 規格 – ベンダーマネジメント組織向け
- COPC Outsource Service Provider (OSP) 規格 – アウトソースオペレーション向け
- COPC Healthcare Service Provider (HSP) 規格 – ヘルスケアオペレーション向け [11]

それぞれの規格を活用することによって、組織は高いパフォーマンスと成熟したプロセスを速やかに獲得することができる。 

## COPC® 規格
COPC規格は、コンタクトセンターサービスの発注者へ規格によって設定されたベンチマーク実績をもたらすために、COPC社によって策定された。COPC認証は、資格のあるサプライヤーをハイライトするために、プロセスの定義、数値実績の測定、および明確な成果を条件としている。認証を取得するために、COPC社はサプライヤーに対し、コンサルティングサービス、ベンチマーキングサービス、トレーニングや、カスタマーコンタクトセンターのパフォーマンスを継続的に測定するのに役立つプロセスの導入などのサービスを提供している。
このパフォーマンスマネジメントシステムに基づいて、COPC社は下記のサービスを展開している。
- コンサルティングサービス:

1. パフォーマンス改善コンサルティング - ビジネスをより良くする
2. 戦略的業務配分コンサルティング - 協業すべき適切なパートナーの選定および、パートナーシップの発展

- トレーニングサービス - オンライントレーニング、集合研修、個別トレーニングを組み合わせ、継続的な改善を可能にするためのスキルを提供する
- 認証サービス - コンタクトセンターのためのきわめて高い水準の認証を実施。一度を取得したセンターでも、品質基準が維持、向上されているかを確認するため、2年ごとに前回審査以上の要求をクリアして更新しなければならない。[6][13][14][15]

## パフォーマンス向上基準
2012年、COPC社は、コンタクトセンターやBPO企業のためのベストプラクティスを定義するパフォーマンス向上基準を打ち出した。パフォーマンス向上基準は、COPC CSP規格に基づく一連のオペレーション要件である。パフォーマンス向上基準で重要とされているのは以下の3点である。
1. Improvement（改善）: オペレーションの一貫性を維持するため、顧客満足の向上とコストの削減を実現する
2. Benchmarking（基準に従った評価）: 他者との比較 – 競合他社や他の業界のロールモデル
3. Recognition（真価の認識）: お客様、スタッフ、またはクライアントに、コンタクトセンターの価値を納得させる[16][17][18][19]